# Natasha Hastings
Natasha Hastings (New York, 23 juli 1986) is een atleet uit de Verenigde Staten van Amerika.
Op de Olympische Zomerspelen van Beijing in 2008 liep Hastings de 4x400 meter estafette, en behaalde met het Amerikaanse estafette-team de gouden medaille.
Op de Olympische Zomerspelen van Rio de Janeiro in 2020 liep Hastings de 400 meter en de 4x400 meter. Op de estafette behaalde ze de gouden medaille met het Amerikaanse team.
In 2010, 2014 en 2016 werd Hastings indoor wereldkampioene op de 4x400 meter.
In 2012 werden ze tweede.
Op de wereldkampioenschappen atletiek in 2013 en 2015 behaalde Hastings de zilveren medaille op de 4x400 meter estafette.